# Bảo tàng Quân khu 5, Đà Nẵng
Bảo tàng Quân khu 5 là một bảo tàng quân sự tọa lạc tại số 3 đường Duy Tân, thành phố Đà Nẵng, Việt Nam. Nơi đây trưng bày tất cả các hiện vật, tài liệu liên quan đến cuộc kháng chiến của người Việt Nam chống lại sự chiếm đóng của Trung Quốc cũng như tranh chấp chủ quyền hai quần đảo Trường Sa và Hoàng Sa, Chiến tranh Đông Dương lần thứ nhất với người Pháp và Chiến tranh Việt Nam.
Bảo tàng được mở cửa từ 07:30 đến 10:30 và từ 13:30 đến 16:30 hàng ngày trừ thứ Hai. Miễn phí vé vào cửa cho người Việt Nam và 60.000 đồng cho người nước ngoài, cộng thêm 10.000 đồng để chụp ảnh.

## Vật trưng bày
Khu phức hợp bảo tàng bao gồm bốn phần chính: khu trưng bày ngoài trời các thiết bị quân sự cỡ lớn; một bảo tàng quân sự; bản tái hiện Phủ Chủ tịch ở Hà Nội; và một Bảo tàng Hồ Chí Minh.

### Trưng bày ngoài trời
Các hiện vật được trưng bày:
- 100 mm vz. 53 sản xuất tại Tiệp Khắc
- Máy bay hạng nhẹ Cessna A-37 Dragonfly 10793 bị bắt tại căn cứ không quân Đà Nẵng ngày 29 tháng 3 năm 1975 và sau đó được sử dụng trong trận ném bom căn cứ không quân Tân Sơn Nhứt
- Bom BLU-82 "Daisy Cutter" được thu hồi từ Huyện An Lão năm 2006
- Máy ủi do Liên Xô chế tạo (2)
- Cessna O-1 Bird Dog 042 bị bắt vào năm 1975 và sau đó được sử dụng trong giai đoạn đầu của Chiến tranh biên giới Tây Nam
- Xe bọc thép M8 Greyhound bắt được từ Groupe Mobile 100 trong trận Đèo Mang Yang
- Súng trường kéo M-46 130mm
- Xe tăng M41 do Trung Đoàn 14 Thiết Giáp QLVNCH sử dụng và bị bắt tại Tân Cảnh trong trận Kontum tháng 5 năm 1972
- Xe tăng M48A3 Patton do Lữ đoàn 1 Kỵ binh VNCH sử dụng và bị đánh chiếm tại Đà Nẵng ngày 29 tháng 3 năm 1975
- Lựu pháo M101 (2) chiếm được tại tỉnh Bình Định năm 1972
- Lựu pháo M102 bị bắt vào tháng 4 năm 1975
- Pháo tự hành M107 bị bắt tại Đà Nẵng tháng 3/1975
- Tàu sân bay bọc thép M113 bị bắt năm 1975 và sau đó được sử dụng trong Chiến tranh Campuchia-Việt Nam
- Lựu pháo M114 155 mm bị bắt năm 1954 trong trận Đèo Mang Yang
- Lựu pháo M1938 122mm do Lữ đoàn 52 Quân đội Nhân dân Việt Nam (QĐNDVN) sử dụng để tấn công căn cứ của QLVNCH tại Huyện Minh Long năm 1974
- Pháo phòng không M1939 37mm do Trung đoàn 573 của QĐNDVN sử dụng, nó đã bắn rơi một chiếc A-37 ở huyện Tiên Phước vào ngày 17 tháng 3 năm 1975
- Cối M1943 160mm do Trung đoàn 576 của QĐNDVN sử dụng để tấn công căn cứ của QLVNCH tại Huyện Minh Long năm 1974
- Xe thu hồi hạng nhẹ M578 bị bắt năm 1975
- Chiếc MiG-21 5114 của Trung đoàn 931 QĐNDVN do Nguyễn Văn Nghĩa sử dụng bắn rơi chiếc McDonnell Douglas F-4 Phantom II của Mỹ ở Bắc Thái năm 1972
- MiG-21 5127 của Trung đoàn 931 QĐNDVN do Lê Khương sử dụng
- Tên lửa chống hạm P-15 Termit
- Lựu pháo 3,7 inch QF bắn được từ Pháp ở tỉnh Bình Thuận năm 1953
- SAM dẫn đường SA-2 do Trung đoàn 275, Sư đoàn Phòng không 375 sử dụng
- Xe tăng T34 / 85 sử dụng trong Chiến dịch Lam Sơn 719
- Xe bán tải Toyota gắn súng trường không giật bị bắt trong chiến tranh Campuchia-Việt Nam
- Máy bay trực thăng Bell UH-1 Iroquois 69-15130 bị bắt năm 1975 và sau đó được sử dụng trong Chiến tranh Campuchia-Việt Nam
- Xe tải đa dụng ZIL-157

### Bảo tàng quân sự
Trưng bày bao gồm:
- Tưởng niệm Hồ Chí Minh và Võ Nguyên Giáp
- Tưởng niệm các đồng chí lãnh đạo, anh hùng Quân khu 5
- Tưởng niệm những Bà mẹ Việt Nam anh hùng
- Các hình ảnh về tuyên bố lịch sử của Việt Nam đối với các quần đảo Trường Sa và Hoàng Sa
- Phản đối Pháp ở Nha Trang tháng 10 năm 1946
- Trận chiến đèo Mang Yang
- Trận Ba Gia
- Chiến dịch Starlite
- Trận Ia Drang
- Chiến dịch Huế - Đà Nẵng
- Hoạt động chống lại FULRO

## Hình ảnh

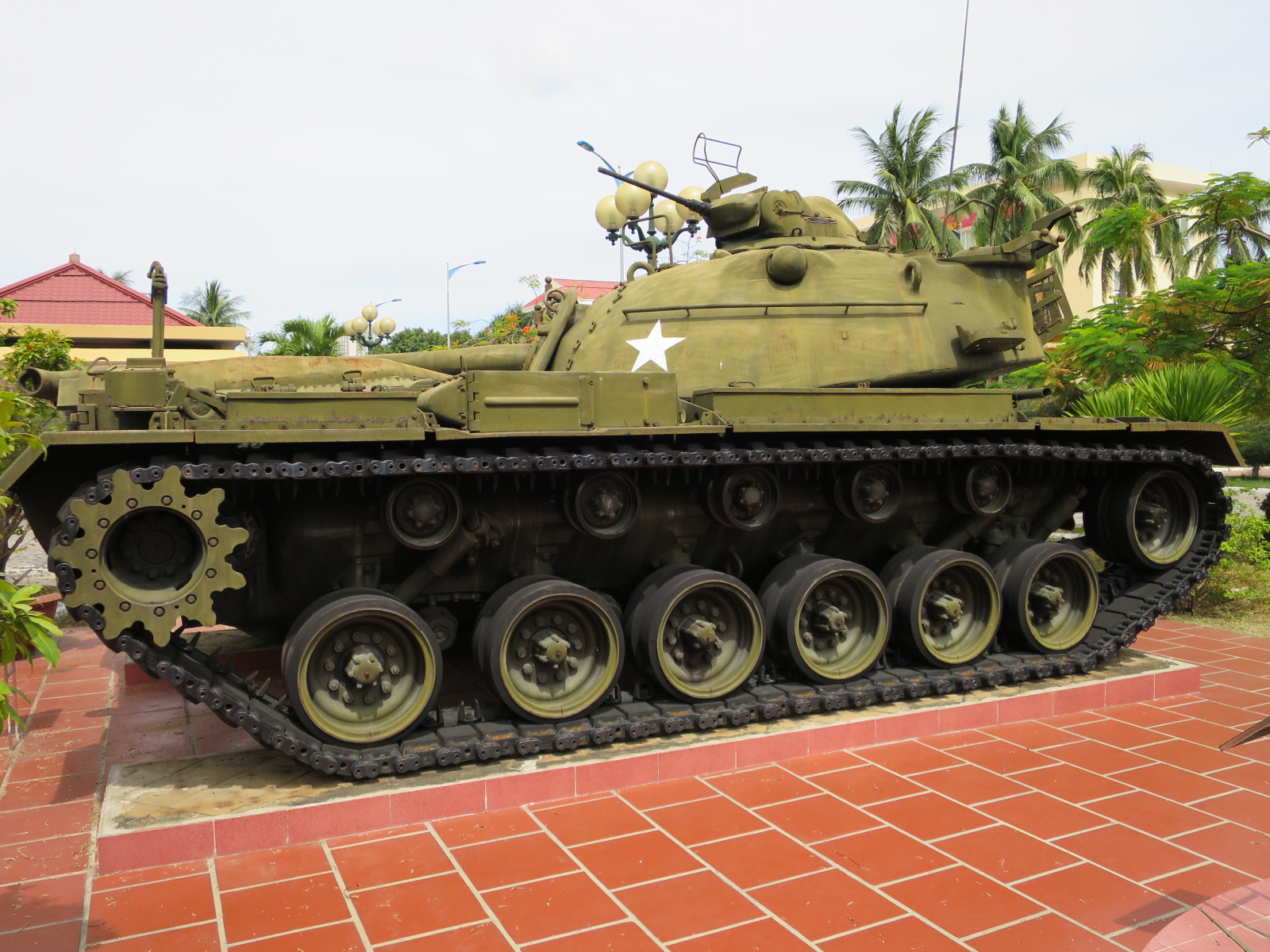
Xe tăng M48A3
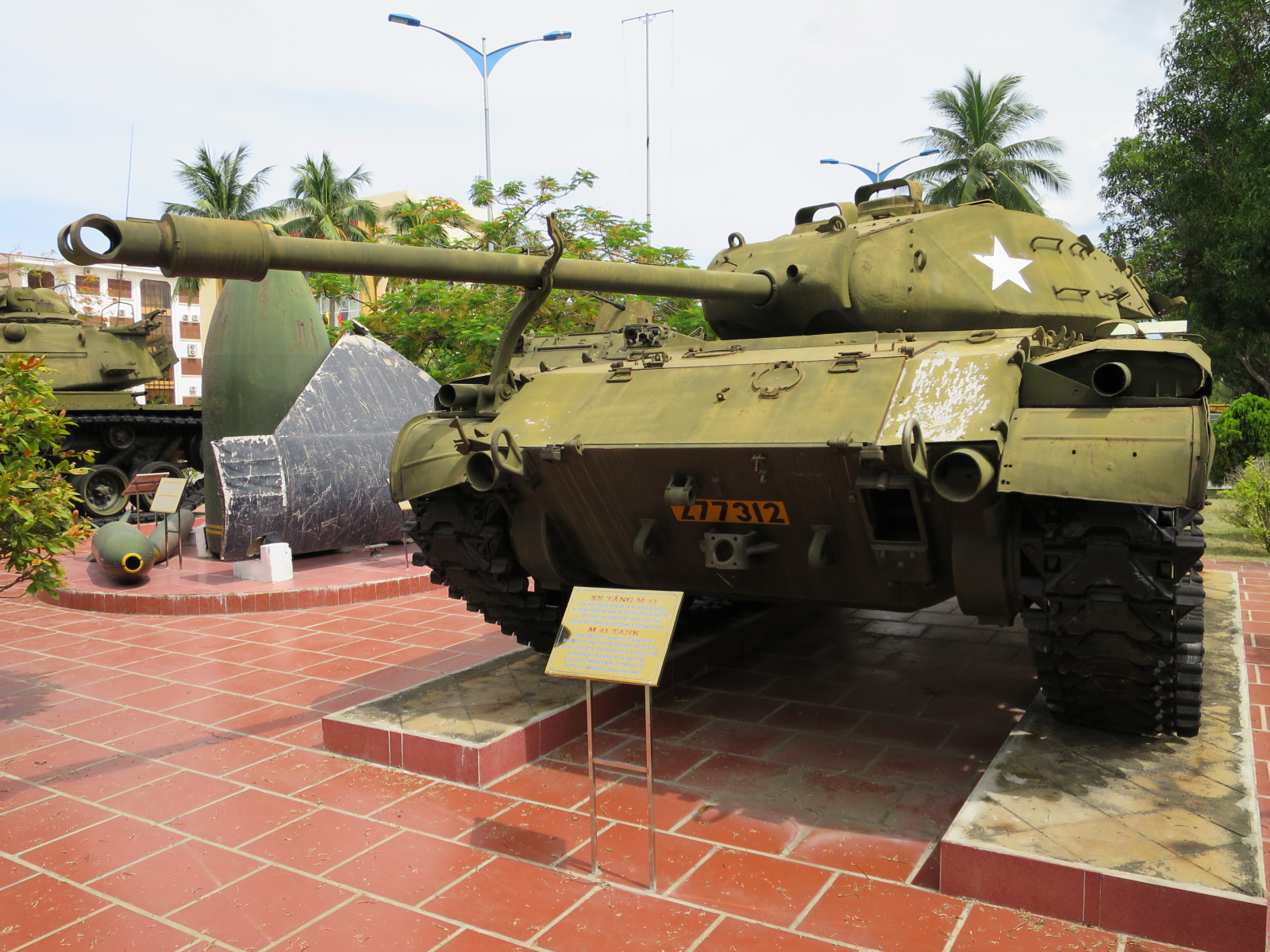
Xe tăng M41
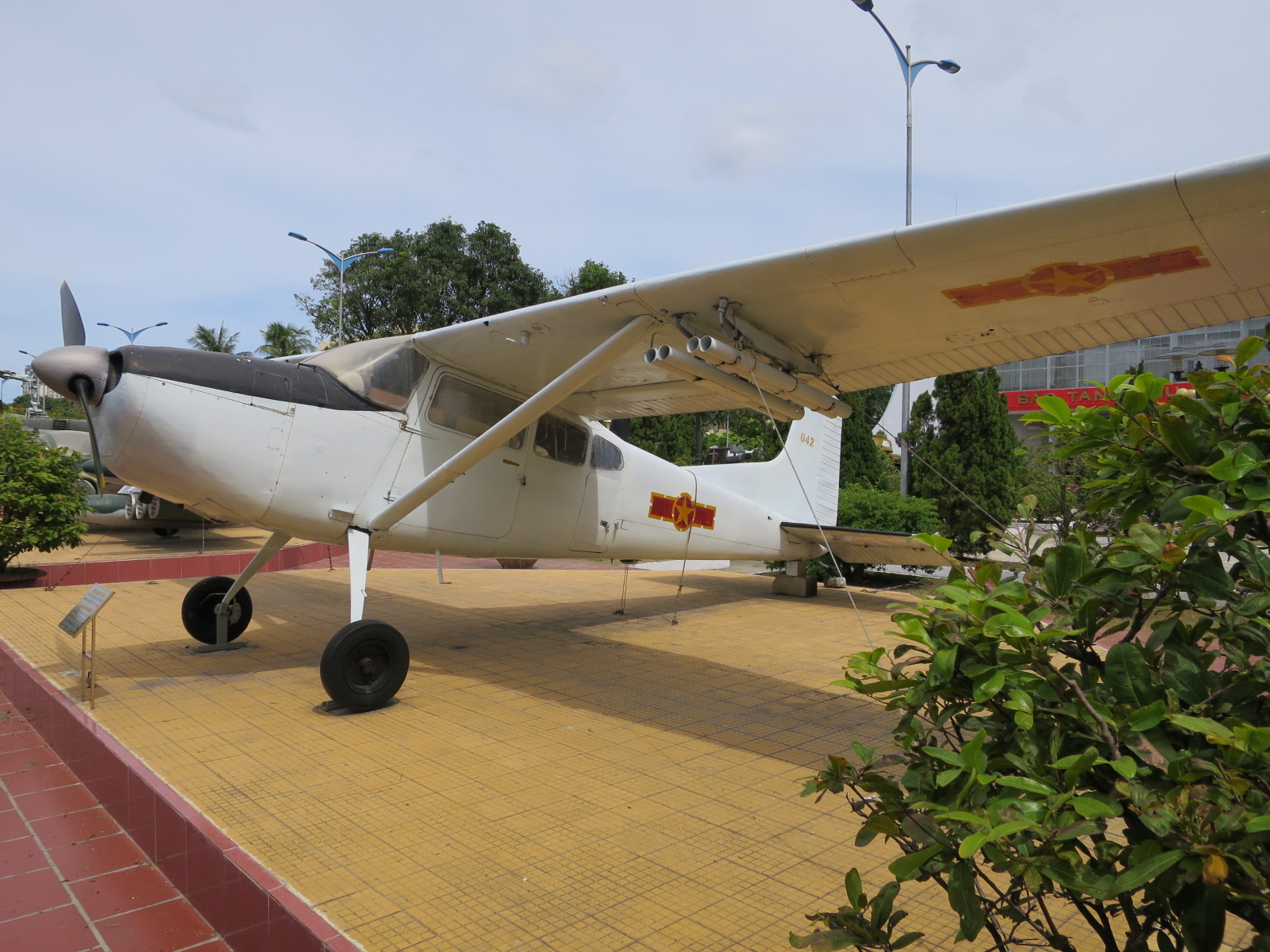
L-19 042 Bird Dog
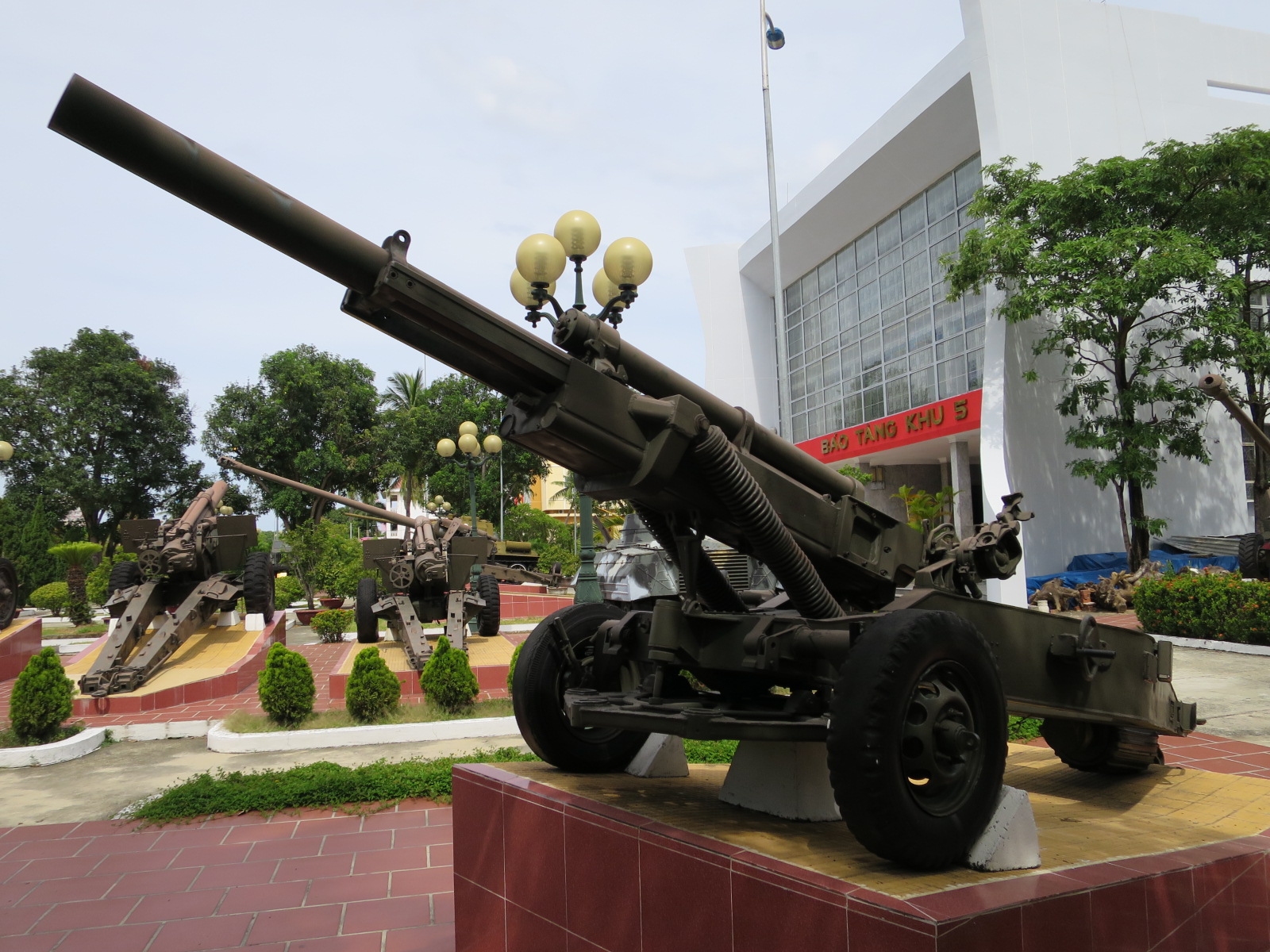
Lựu pháo M102
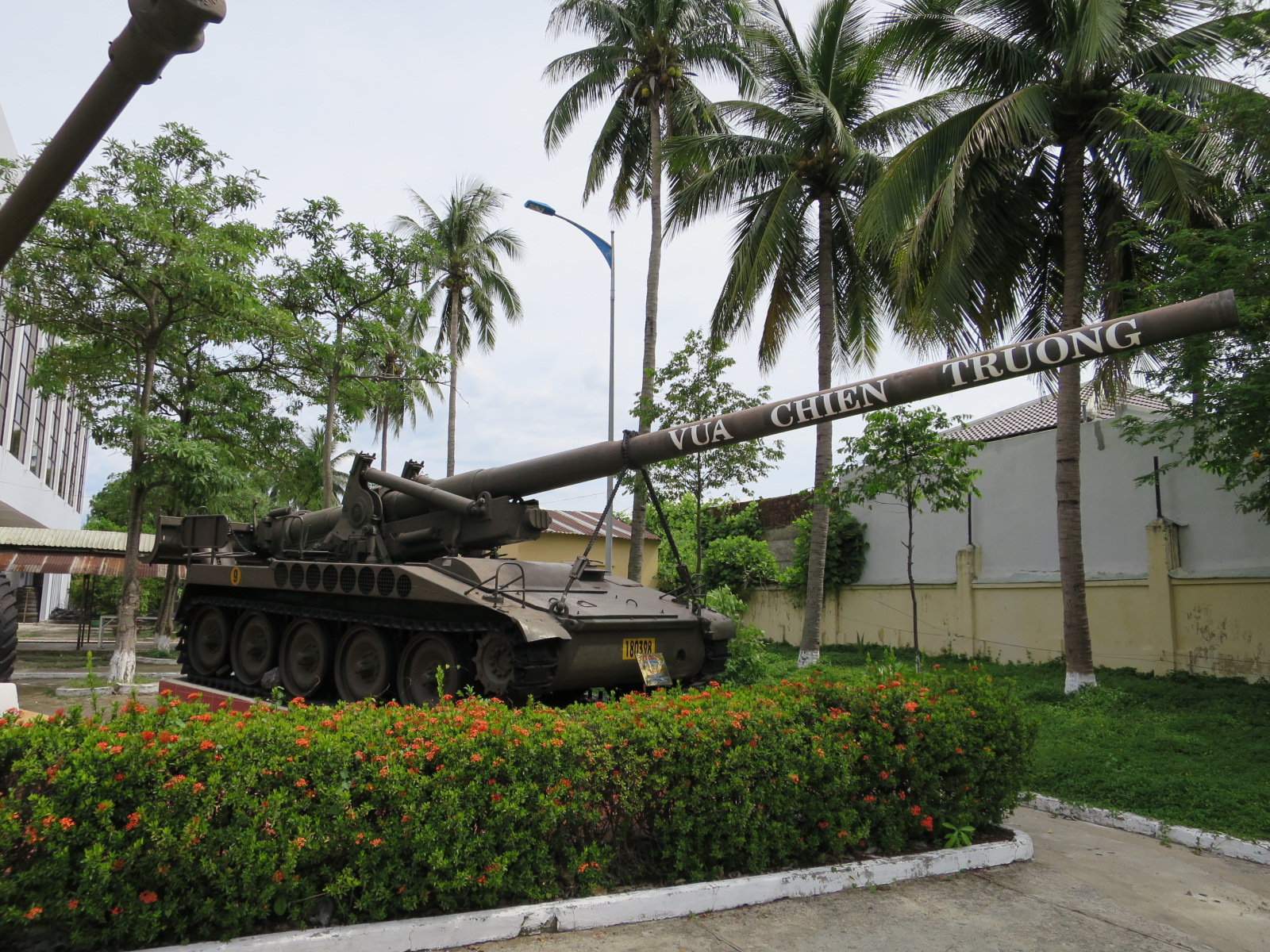
Pháo tự hành M107